# Mohamed Fawzi (football)
Pour l’article homonyme, voir Mohamed Fawzi.
Mohamed Fawzi Al-Jawhar est un footballeur émirati né le 22 février 1990 à Kalba.

## Carrière
- 2006-2007 : Al-Ittihad Kalba ( Émirats arabes unis)
- 2007-2011 : Al-Ahli Dubaï ( Émirats arabes unis)
- 2011-2014 : Baniyas SC ( Émirats arabes unis)
- 2014-2016 : Al-Aïn FC ( Émirats arabes unis)
- 2016-2020 : Al-Jazira Club ( Émirats arabes unis)
- 2020- : Al-Nasr Dubaï ( Émirats arabes unis)

## Palmarès

### Club
- Championnat des Émirats arabes unis : 2015 et 2017

### En sélection nationale
- Troisième de la Coupe d'Asie 2015.